# Объединённая община
Объединённая община (нем. Verbandsgemeinde) — административная единица федеральной земли Рейнланд-Пфальц и Саксония-Анхальт, разновидность объединения общин. В рамках реформы местного самоуправления в Рейнланд-Пфальце из соседних общин одного района ради всеобщего блага были образованы объединённые общины со статусом юридического лица. Они имеют равное правовое положение с общинами и районами, и служат концентрации и таким образом усилению управления общин, не лишаясь при этом своей политической независимости. В настоящее время в Рейнланд-Пфальце действуют 163 объединённые общины, которые сгруппированы в 24 района, объединяющих почти 2200 общин.
Большинство объединённых общин было создано в 1969 году.